# آی‌ان‌اس اجی (پی۳۴)
آی‌ان‌اس اجی (پی۳۴) (به انگلیسی: INS Ajay (P34)) یک کشتی است که طول آن ۵۶٫۰ متر (۱۸۳٫۷ فوت) می‌باشد.